# Copa de Egipto
La Copa de Egipto es una competición entre clubes de fútbol de Egipto, se disputa desde 1921 y es organizada por la Federación Egipcia de Fútbol.
El club más exitoso en el torneo es el Al-Ahly con 39 títulos. El equipo campeón clasifica a la Supercopa de Egipto y Copa Confederación de la CAF.

## Campeones
| Temporada | Campeón                                                         | Resultado         | Finalista              | Sede de la final                 |
| --------- | --------------------------------------------------------------- | ----------------- | ---------------------- | -------------------------------- |
| 1921-22   | Zamalek                                                         | 5 - 0             | Ittihad Alexandrie     |                                  |
| 1922-23   | Tersana                                                         | 1 - 0             | Al Sekka Al Hadid      |                                  |
| 1923-24   | Al-Ahly                                                         | 0 - 0, 4 - 1      | Al Sekka Al Hadid      |                                  |
| 1924-25   | Al-Ahly                                                         | 1 - 1, 3 - 0      | Ittihad Alexandrie     |                                  |
| 1925-26   | Ittihad Alexandrie                                              | 2 - 2, 3 - 2      | Al-Ahly                |                                  |
| 1926-27   | Al-Ahly                                                         | 5 - 0             | Al-Masry               |                                  |
| 1927-28   | Al-Ahly                                                         | 1 - 0             | Zamalek                |                                  |
| 1928-29   | Tersana                                                         | 2 - 2, 1 - 0      | Ittihad Alexandrie     |                                  |
| 1929-30   | Al-Ahly                                                         | 2 - 0             | Ittihad Alexandrie     |                                  |
| 1930-31   | Al-Ahly                                                         | 4 - 1             | Zamalek                |                                  |
| 1931-32   | Zamalek                                                         | 2 - 1             | Al-Ahly                |                                  |
| 1932-33   | El-Olympi Alexandria                                            | 3 - 1             | Al-Ahly                |                                  |
| 1933-34   | El-Olympi Alexandria                                            | 1 - 0             | Zamalek                |                                  |
| 1934-35   | Zamalek                                                         | 3 - 0             | Al-Ahly                |                                  |
| 1935-36   | Ittihad Alexandrie                                              | 3 - 1             | Al Sekka Al Hadid      |                                  |
| 1936-37   | Al-Ahly                                                         | 3 - 2             | Al Sekka Al Hadid      |                                  |
| 1937-38   | Zamalek                                                         | 1 - 1, 1 - 0      | Al-Ahly                |                                  |
| 1938-39   | Al Teram                                                        | 1 - 1, 2 - 0      | Police                 |                                  |
| 1939-40   | Al-Ahly                                                         | 3 - 1             | Al Teram               |                                  |
| 1940-41   | Zamalek                                                         | 5 - 0             | Police                 |                                  |
| 1941-42   | Al-Ahly                                                         | 3 - 0             | Zamalek                |                                  |
| 1942-43   | Al-Ahly & Zamalek                                               |                   |                        |                                  |
| 1943-44   | Zamalek                                                         | 6 - 0             | Al-Ahly                |                                  |
| 1944-45   | Al-Ahly                                                         | 3 - 2             | Al-Masry               |                                  |
| 1945-46   | Al-Ahly                                                         | 3 - 0             | Al Sekka Al Hadid      |                                  |
| 1946-47   | Al-Ahly                                                         | 2 - 1             | Al-Masry               |                                  |
| 1947-48   | Ittihad Alexandrie                                              | 2 - 1             | Zamalek                |                                  |
| 1948-49   | Al-Ahly                                                         | 3 - 1             | Zamalek                |                                  |
| 1949-50   | Al-Ahly                                                         | 6 - 0             | Tersana                |                                  |
| 1950-51   | Al-Ahly                                                         | 1 - 0             | Al Sekka Al Hadid      |                                  |
| 1951-52   | Zamalek                                                         | 2 - 0             | Al-Ahly                |                                  |
| 1952-53   | Al-Ahly                                                         | 4 - 1             | Zamalek                |                                  |
| 1953-54   | Tersana                                                         | 4 - 1             | Al-Masry               |                                  |
| 1954-55   | Zamalek                                                         | 2 - 1             | Ittihad Alexandrie     |                                  |
| 1955-56   | Al-Ahly                                                         | 1 - 0             | Tersana                |                                  |
| 1956-57   | Zamalek                                                         | 3 - 0             | Al-Masry               |                                  |
| 1957-58   | Al-Ahly & Zamalek                                               | 0 - 0, 2 - 2      |                        |                                  |
| 1958-59   | Zamalek                                                         | 2 - 1             | Al-Ahly                |                                  |
| 1959-60   | Zamalek                                                         | 3 - 2             | El-Olympi Alexandria   |                                  |
| 1960-61   | Al-Ahly                                                         | 5 - 0             | Al Qanah               |                                  |
| 1961-62   | Zamalek                                                         | 5 - 1             | Ittihad Alexandrie     |                                  |
| 1962-63   | Ittihad Alexandrie                                              | 3 - 2             | Zamalek                |                                  |
| 1963-64   | El-Qanah FC                                                     | 2 - 0             | Al Sekka Al Hadid      |                                  |
| 1964-65   | Tersana                                                         | 4 - 1             | Suez Al Riyadi         |                                  |
| 1965-66   | Al-Ahly                                                         | 1 - 0             | Tersana                |                                  |
| 1966-67   | Tersana                                                         | 1 - 0             | El-Olympi Alexandria   |                                  |
|           | Copa no disputada, Guerra de los Seis Días y Guerra de Desgaste |                   |                        |                                  |
| 1972-73   | Ittihad Alexandrie                                              | 2 - 1             | Al-Ahly                |                                  |
| 1973-74   | Copa no disputada                                               | Copa no disputada | Copa no disputada      | Copa no disputada                |
| 1974-75   | Zamalek                                                         | 1 - 0             | Ghazl El Mahallah      |                                  |
| 1975-76   | Ittihad Alexandrie                                              | 1 - 0             | Al-Ahly                |                                  |
| 1976-77   | Zamalek                                                         | 3 - 1             | Ismaily                |                                  |
| 1977-78   | Al-Ahly                                                         | 4 - 2             | Zamalek                |                                  |
| 1978-79   | Zamalek                                                         | 3 - 0             | Ghazl El Mahallah      |                                  |
| 1979-80   | Copa no disputada                                               | Copa no disputada | Copa no disputada      | Copa no disputada                |
| 1980-81   | Al-Ahly                                                         | 1 - 1 (4-2 pen.)  | Al-Mokawloon Al-Arab   |                                  |
| 1981-82   | Copa no disputada                                               | Copa no disputada | Copa no disputada      | Copa no disputada                |
| 1982-83   | Al-Ahly                                                         | 1 - 0             | Al-Masry               |                                  |
| 1983-84   | Al-Ahly                                                         | 3 - 1             | Al-Masry               |                                  |
| 1984-85   | Al-Ahly                                                         | 1 - 0             | Ismaily SC             |                                  |
| 1985-86   | Tersana                                                         | 3 - 2             | Ghazl El-Mehalla       |                                  |
| 1986-87   | Copa no disputada                                               | Copa no disputada | Copa no disputada      | Copa no disputada                |
| 1987-88   | Zamalek                                                         | 1 - 0             | Ittihad Alexandrie     |                                  |
| 1988-89   | Al-Ahly                                                         | 3 - 0             | Al-Masry               |                                  |
| 1989-90   | Al-Mokawloon Al-Arab                                            | 2 - 1             | Suez Montakhab         |                                  |
| 1990-91   | Al-Ahly                                                         | 1 - 0             | Assouan SC             |                                  |
| 1991-92   | Al-Ahly                                                         | 2 - 1             | Zamalek                |                                  |
| 1992-93   | Al-Ahly                                                         | 3 - 2             | Ghazl El-Mehalla       |                                  |
| 1993-94   | Copa no disputada                                               | Copa no disputada | Copa no disputada      | Copa no disputada                |
| 1994-95   | Al-Mokawloon Al-Arab                                            | 2 - 0             | Ghazl El-Mehalla       |                                  |
| 1995-96   | Al-Ahly                                                         | 3 - 1             | Mansoura SC            |                                  |
| 1996-97   | Ismaily SC                                                      | 1 - 0             | Al-Ahly                |                                  |
| 1997-98   | Al-Masry                                                        | 4 - 3             | Al-Mokawloon Al-Arab   |                                  |
| 1998-99   | Zamalek                                                         | 3 - 1             | Ismaily SC             |                                  |
| 1999-00   | Ismaily SC                                                      | 4 - 0             | Al-Mokawloon Al-Arab   |                                  |
| 2000-01   | Al-Ahly                                                         | 2 - 0             | Ghazl El-Mehalla       |                                  |
| 2001-02   | Zamalek                                                         | 1 - 0             | Baladiyyat El Mahallah |                                  |
| 2002-03   | Al-Ahly                                                         | 1 - 1 (4-3 pen.)  | Ismaily SC             |                                  |
| 2003-04   | Al-Mokawloon Al-Arab                                            | 2 - 1             | Al-Ahly                |                                  |
| 2004-05   | ENPPI Club                                                      | 1 - 0             | Ittihad Alexandrie     |                                  |
| 2005-06   | Al-Ahly                                                         | 3 - 0             | Zamalek                |                                  |
| 2006-07   | Al-Ahly                                                         | 4 - 3             | Zamalek                |                                  |
| 2007-08   | Zamalek                                                         | 2 - 1             | ENPPI Club             |                                  |
| 2008-09   | Haras El-Hedood                                                 | 1 - 1 (4-1 pen.)  | ENPPI Club             |                                  |
| 2009-10   | Haras El-Hedood                                                 | 1 - 1 (5-4 pen.)  | Al-Ahly                | Estadio Internacional, El Cairo  |
| 2010-11   | ENPPI Club                                                      | 2 - 1             | Zamalek                | Estadio Internacional, El Cairo  |
| 2011-12   | Copa cancelada                                                  | Copa cancelada    | Copa cancelada         | Copa cancelada                   |
| 2012-13   | Zamalek                                                         | 3 - 0             | Wadi Degla FC          | Estadio El-Gouna, El Gouna       |
| 2013-14   | Zamalek                                                         | 1 - 0             | Smouha SC              | Estadio Internacional, El Cairo  |
| 2014-15   | Zamalek                                                         | 2 - 0             | Al-Ahly                | Estadio Petro Sport, El Cairo    |
| 2015-16   | Zamalek                                                         | 3 - 1             | Al-Ahly                | Estadio Borg El Arab, Alejandría |
| 2016-17   | Al-Ahly                                                         | 2 - 1             | Al-Masry               | Estadio Borg El Arab, Alejandría |
| 2017-18   | Zamalek                                                         | 1 - 1 (5-4 pen.)  | Smouha SC              | Estadio Borg El Arab, Alejandría |
| 2018-19   | Zamalek                                                         | 3 - 0             | Pyramids FC            | Estadio Borg El Arab, Alejandría |
| 2019-20   | Al-Ahly                                                         | 1 - 1 (3-2 pen.)  | Tala'ea El-Gaish       | Estadio Borg El Arab, Alejandría |
| 2020-21   | Zamalek                                                         | 2 - 1             | Al-Ahly                | Estadio Internacional, El Cairo  |
| 2021-22   | Al-Ahly                                                         | 2 - 1             | Pyramids FC            | Estadio Internacional, El Cairo  |
| 2022-23   | Al-Ahly                                                         | 2 - 0             | Zamalek                | Mrsool Park, Riad                |
| 2023-24   | Pyramids FC                                                     | 1 - 0             | ZED FC                 | Estadio Borg El Arab, Alejandría |
| 2024-25   | Zamalek                                                         | 1 - 1 (8-7 pen.)  | Pyramids FC            | Estadio Internacional, El Cairo  |

## Títulos por club
| Club                    | Campeón | Subcampeón | Años campeón |
| ----------------------- | ------- | ---------- | --- |
| Al-Ahly (El Cairo)      | 39      | 16         | 1924, 1925, 1927, 1928, 1930, 1931, 1937, 1940, 1942, 1943, 1945, 1946, 1947, 1949, 1950, 1951, 1953, 1956, 1958, 1961, 1966, 1978, 1981, 1983, 1984, 1985, 1989, 1991, 1992, 1993, 1996, 2001, 2003, 2006, 2007, 2017, 2020, 2022, 2023 |
| Zamalek (El Cairo)      | 29      | 14         | 1922, 1932, 1935, 1938, 1941, 1943, 1944, 1952, 1955, 1957, 1958, 1959, 1960, 1962, 1975, 1977, 1979, 1988, 1999, 2002, 2008, 2013, 2014, 2015, 2016, 2018, 2019, 2021, 2025                                                             |
| Al-Ittihad Al-Iskandary | 6       | 8          | 1926, 1936, 1948, 1963, 1973, 1976 |
| Tersana                 | 6       | 4          | 1923, 1929, 1954, 1965, 1967, 1986 |
| Al Mokawloon al-Arab    | 3       | 3          | 1990, 1995, 2004 |
| Ismaily SC              | 2       | 4          | 1997, 2000 |
| El-Olympi Alexandria    | 2       | 2          | 1933, 1934 |
| ENPPI Club              | 2       | 2          | 2005, 2011 |
| Haras El-Hodood         | 2       | -          | 2009, 2010 |
| Al-Masry                | 1       | 9          | 1998 |
| Pyramids FC             | 1       | 3          | 2024 |
| Al Teram                | 1       | 1          | 1939 |
| El-Qanah FC             | 1       | 1          | 1964 |
| Al Sekka Al Hadid SC    | -       | 7          | |
| Ghazl El-Mehalla SC     | -       | 6          | |
| Police †                | -       | 2          | |
| Suez SC                 | -       | 2          | |
| Smouha SC               | -       | 2          | |
| Aswan SC                | -       | 1          | |
| Baladiyyat El Mahallah  | -       | 1          | |
| Mansoura SC             | -       | 1          | |
| Wadi Degla FC           | -       | 1          | |
| Tala'ea El-Gaish        | -       | 1          | |

- † Equipo desaparecido.